# De kleine kapitalist
De kleine kapitalist was een Nederlands blad met financieel nieuws.
De kleine kapitalist werd van 1881 tot 1901 uitgegeven door de bankier Willem Petrus Noëls van Wageningen, die hierin in het bijzonder door zijn eigen banken uitgegeven stukken aanbeval.